# Giże (Litwa)
Giże (lit. Gižai) – wieś na Litwie, w okręgu mariampolskim, w rejonie wyłkowyskim, siedziba gminy Giże. W 2011 roku liczyła 514 mieszkańców.
Za Królestwa Polskiego wieś była siedzibą gminy Giże w powiecie wyłkowyskim, w guberni suwalskiej.